# Малышев, Алексей Павлович
Малышев Алексей Павлович — родился 30 мая 1922 года в с. Спасское, Большеигнатовского района Мордовии. Проходил обучение живописи в Пермском художественном училище. После окончания войны учился в Харьковском художественном институте. Член Союза художников России с 1975 года. Заслуженный художник России. Живописец, график Основная сфера творческих интересов — пейзаж, портрет. С 1940 года участник зональных, республиканских, всесоюзных и зарубежных выставок, в том числе: II и III Всесоюзные выставки акварели которая проходила в 1969 году в городе Ленинград; в 1972 году в г. Киев; в 1980 году в г. Ярославль и в 1982 году в городе Москва. Также у художника были персональные выставки в Испании, в том числе в старейшей галерее Мадрида «Биоска». Жил и работал Малышев А. П. в г. Бийск, Алтайский край. Здесь он также преподавал живопись в университете г. Бийска. Умер Малышев А. П. в 2004 году.

## Основные работы
Портрет Есентаровой 1972 г.,
Портрет Балтазы Батракова 1972 г.,
Портрет Кузнецова Д. И. 1976 г. (ГХМАК),
Портрет Четыркина В. А. (Бийский краеведческий музей им. В. Бианки),
```
Портрет Турченкова Н. С. 1977 г.,
```

Рыбацкий поселок 1975 г. (ГХМАК).